# Carlos Martins
Carlos Jorge Neto Martins (Oliveira do Hospital, 29 d'abril de 1982) és un futbolista portuguès, que ocupa la posició de migcampista atacant.

## Trajectòria
Format al planter de l'Sporting Clube de Portugal, on les lesions i la manca de regularitat van afectar la seua carrera. Hi debutaria a la màxima categoria portuguesa cedit a l'S.C. Campomaiorense. Posteriorment, a la segona meitat de la campanya 02/03, seria cedit a l'Académica de Coimbra.
A la campanya 05/06 hi marca dos gols en 13 partits amb l'Sporting, en part per les lesions. Al febrer del 2007, a causa d'indisciplina, l'entrenador lisboeta Paulo Beto l'aparta de la titularitat durant els darrers tres mesos de la competició.
Quan arriba l'estiu, deixa l'Sporting de Lisboa i fitxa pel Recreativo de Huelva, de la primera divisió espanyola. Al conjunt andalús marca sis gols en 32 partits. El juliol del 2008 retorna al seu país per militar a l'Sport Lisboa e Benfica, per 3 milions d'euros. Al Benfica no acaba de consolidar-se com a titular. Eixa campanya, la 08/09, hi guanya la Copa de la Lliga, marcant el migcampista el gol definitiu.

## Selecció
Carlos Martins ha estat internacional amb Portugal en cinc ocasions, tot marcant un gol.
Amb la selecció olímpica va acudir als Jocs Olímpics d'Atenes.